# Argos Volley 2016-2017
Questa voce raccoglie le informazioni riguardanti l'Argos Volley nelle competizioni ufficiali della stagione 2016-2017.

## Stagione
La stagione 2016-17 è per l'Argos Volley, sponsorizzata dalla Bionsì Indexa, la prima in Serie A1: la squadra infatti ottiene il diritto di partecipazione al massima serie del campionato italiano a seguito della vittoria dei play-off promozione della Serie A2 2015-16. Come allenatore viene scelto Bruno Bagnoli, sostituito a stagione in corso dal suo secondo, Maurizio Colucci; la rosa è in buona parte confermata come Mattia Rosso, Marco Santucci, Pierpaolo Mauti, Matteo Sperandio e Federico Marrazzo: tra i nuovi acquisti quelli di Svetoslav Gocev, Radzivon Miskevič, Denis Kalinin, Andrea Mattei e Georgi Seganov mentre tra le cessioni quelle di Pierlorenzo Buzzelli, Marco Fabbroni, Emiliano Giglioli e Sjoerd Hoogendoorn.
Il campionato si apre con quattro sconfitte consecutive: la prima vittoria arriva alla quinta giornata contro il Volley Milano; dopo altre quattro gare perse il club laziale inanella una serie di tre vittorie consecutive per poi chiudere il girone di andata con uno stop contro il Gruppo Sportivo Porto Robur Costa e l'unicidesimo posto in classifica, accedendo alla Coppa Italia. Il girone di ritorno vede la squadra di Sora sempre perdente, eccetto in due occasioni, ossia alla ventunesima giornata contro la Pallavolo Molfetta e alla ventiquattresima giornata contro la Callipo Sport: la regular season si chiude con il tredicesimo posto in classifica. Negli ottavi di finale dei play-off per il quinto posto l'Argos Volley, dopo aver perso gara 1 contro la Pallavolo Padova, vince le successive due, qualificandosi per i quarti di finale dove però è sconfitta perdendo tutte e tre le gare disputate, tutte per 3-2, dal BluVolley Verona.
Grazie all'undicesimo posto in classifica al termine del girone di andata della Serie A1 2016-17, l'Argos Volley partecipa alla Coppa Italia: negli ottavi di finale ha la meglio sul Blu Volley Verona, mentre nei quarti di finale è sconfitta per 3-0 dal Modena Volley e quindi eliminata dalla competizione.

## Organigramma societario
Area direttiva
- Presidente: Enrico Vicini
- Vicepresidente: Ubaldo Carnevale
- Segreteria generale: Antonella Evangelista
- Segreteria settore giovanile: Roberta Velocci

Area organizzativa
- Team manager: Roberto Conte
- Direttore generale: Admirim Lami
- Magazzino: Viktoria Guchgeldyeva
- Logistica palasport: Marco Meglio

Area tecnica
- Allenatore: Bruno Bagnoli (fino al 15 marzo 2017), Maurizio Colocci (dal 16 marzo 2017)
- Allenatore in seconda: Maurizio Colucci (fino al 15 marzo 2017)
- Scout man: Stefano Frasca
- Video man: Franco Vicini
- Allenatore settore giovanile: Vittorio Giacchetti, Salvatore Pica
- Responsabile settore giovanile: Alessandro Tiberia

Area comunicazione
- Ufficio stampa: Carla De Caris, Cristina Lucarelli
- Area comunicazione: Rosario Capobianco
- Responsabile immagine: Rosario Capobianco
- Speaker: Pietro Di Alessandri
- Fotografo: Mirko Saccucci
- Manager del pubblico: Patrizio Pandozzi
- Webmaster: Laura di Manno

Area marketing
- Ufficio marketing: Marta Bazzanti
- Biglietteria: Ylenia Caringi, Elena Khvan
- Responsabile attività promozionale: Carlo Saccucci

Area sanitaria
- Medico: Elvio Quaglieri
- Preparatore atletico: Giacomo Paone, Andrea Pozzi
- Fisioterapista: Antonio Ludovici
- Ortopedico: Raffaele Cortina
- Massaggiatore: Luigi Duro

## Rosa
| N° | Nome                | Ruolo | Data di nascita   | Nazionalità sportiva |
| -- | ------------------- | ----- | ----------------- | -------------------- |
| 1  | Federico Marrazzo   | P     | 12 settembre 1994 | Italia               |
| 2  | Marco Corsetti      | L     | 26 luglio 1994    | Italia               |
| 3  | Svetoslav Gocev     | C     | 31 agosto 1990    | Bulgaria             |
| 5  | Nicola Tiozzo       | S     | 26 maggio 1993    | Italia               |
| 6  | Marco Lucarelli     | O     | 19 dicembre 1996  | Italia               |
| 7  | Marco Santucci      | L     | 30 novembre 1983  | Italia               |
| 8  | Denis Kalinin       | S     | 28 aprile 1984    | Russia               |
| 9  | Mattia Rosso        | S     | 28 maggio 1985    | Italia               |
| 10 | Andrea Mattei       | C     | 23 luglio 1993    | Italia               |
| 12 | Georgi Seganov      | P     | 10 giugno 1993    | Bulgaria             |
| 14 | Pierpaolo Mauti     | S     | 1º marzo 1995     | Italia               |
| 15 | Matteo Sperandio    | C     | 4 marzo 1992      | Italia               |
| 17 | Radzivon Miskevič   | O     | 22 aprile 1995    | Bielorussia          |
| 18 | Francesco De Marchi | S     | 17 giugno 1986    | Italia               |

## Mercato
| Acquisti | Acquisti            | Acquisti          | Acquisti   |
| R.       | Nome                | da                | Modalità   |
| -------- | ------------------- | ----------------- | ---------- |
| S        | Francesco De Marchi | Charlottenburg    | definitivo |
| C        | Svetoslav Gocev     | Shahrdari Tabriz  | definitivo |
| S        | Denis Kalinin       | Ural              | definitivo |
| C        | Andrea Mattei       | Top Volley Latina | definitivo |
| O        | Radzivon Miskevič   | Budaŭnik Minsk    | definitivo |
| P        | Georgi Seganov      | CSKA Sofia        | definitivo |
| S        | Nicola Tiozzo       | Libertas Brianza  | definitivo |

| Cessioni | Cessioni             | Cessioni        | Cessioni   |
| R.       | Nome                 | a               | Modalità   |
| -------- | -------------------- | --------------- | ---------- |
| S        | Daniel Bacca         | Hydra           | definitivo |
| O        | Pierlorenzo Buzzelli | Tuscania        | definitivo |
| P        | Marco Fabroni        | Emma Villas     | definitivo |
| C        | Roberto Festi        | Marconi         | definitivo |
| C        | Emiliano Giglioli    | Castellana      | definitivo |
| O        | Sjoerd Hoogendoorn   | Olimpia Bergamo | definitivo |
| S        | Romolo Mariano       | Marconi         | definitivo |

## Risultati

### Serie A1

#### Girone di andata
| 1ª giornata - 2 ottobre 2016 PalaPanini, Modena                 | Modena            | 3 - 0 | Argos              | 25-22, 25-23, 25-14               |
| 2ª giornata - 9 ottobre 2016 PalaPolsinelli, Sora               | Argos             | 0 - 3 | Trentino           | 23-25, 16-25, 17-25               |
| 3ª giornata - 16 ottobre 2016 PalaPolsinelli, Sora              | Argos             | 0 - 3 | Sir Safety Perugia | 22-25, 23-25, 17-25               |
| 4ª giornata - 19 ottobre 2016 PalaCivitanova, Civitanova Marche | Lube              | 3 - 1 | Argos              | 25-20, 21-25, 25-15, 25-16        |
| 5ª giornata - 23 ottobre 2016 PalaPolsinelli, Sora              | Argos             | 3 - 0 | Milano             | 25-22, 25-22, 27-25               |
| 6ª giornata - 29 ottobre 2016 PalaOlimpia, Verona               | BluVolley Verona  | 3 - 1 | Argos              | 25-19, 25-16, 23-25, 28-26        |
| 7ª giornata - 1º novembre 2016 PalaPolsinelli, Sora             | Argos             | 0 - 3 | Piacenza           | 25-27, 20-25, 23-25               |
| 8ª giornata - 6 novembre 2016 PalaPoli, Molfetta                | Molfetta          | 3 - 0 | Argos              | 25-17, 25-22, 25-18               |
| 9ª giornata - 10 novembre 2016 PalaBianchini, Latina            | Top Volley Latina | 3 - 2 | Argos              | 27-25, 23-25, 28-26, 19-25, 15-12 |
| 10ª giornata - 13 novembre 2016 PalaPolsinelli, Sora            | Argos             | 3 - 0 | Powervolley Milano | 25-18, 25-18, 25-22               |
| 11ª giornata - 20 novembre 2016 PalaValentia, Vibo Valentia     | Callipo           | 2 - 3 | Argos              | 23-25, 22-25, 25-22, 25-19, 11-15 |
| 12ª giornata - 25 novembre 2016 PalaPolsinelli, Sora            | Argos             | 3 - 2 | Padova             | 18-25, 25-15, 25-27, 25-20, 19-17 |
| 13ª giornata - 4 dicembre 2016 PalaDeAndré, Ravenna             | Porto Robur Costa | 3 - 2 | Argos              | 15-25, 19-25, 25-21, 25-17, 15-7  |

#### Girone di ritorno
| 14ª giornata - 11 dicembre 2016 PalaPolsinelli, Sora        | Argos              | 0 - 3 | Modena            | 17-25, 16-25, 18-25               |
| 15ª giornata - 16 dicembre 2016 PalaTrento, Trento          | Trentino           | 3 - 1 | Argos             | 25-17, 23-25, 25-19, 25-20        |
| 16ª giornata - 26 dicembre 2016 PalaEvangelisti, Perugia    | Sir Safety Perugia | 3 - 0 | Argos             | 25-20, 25-23, 25-20               |
| 17ª giornata - 29 dicembre 2016 PalaPolsinelli, Sora        | Argos              | 0 - 3 | Lube              | 22-25, 19-25, 17-25               |
| 18ª giornata - 8 gennaio 2017 Palazzetto dello Sport, Monza | Milano             | 3 - 1 | Argos             | 24-26, 25-19, 25-19, 25-20        |
| 19ª giornata - 15 gennaio 2017 PalaPolsinelli, Sora         | Argos              | 1 - 3 | BluVolley Verona  | 21-25, 24-26, 25-18, 23-25        |
| 20ª giornata - 22 gennaio 2017 PalaBanca, Piacenza          | Piacenza           | 3 - 2 | Argos             | 25-23, 25-20, 17-25, 24-26, 15-12 |
| 21ª giornata - 3 febbraio 2017 PalaPolsinelli, Sora         | Argos              | 3 - 1 | Molfetta          | 25-27, 25-20, 25-21, 25-22        |
| 22ª giornata - 8 febbraio 2017 PalaPolsinelli, Sora         | Argos              | 1 - 3 | Top Volley Latina | 22-25, 18-25, 29-27, 13-25        |
| 23ª giornata - 12 febbraio 2017 PalaYamamay, Busto Arsizio  | Powervolley Milano | 3 - 2 | Argos             | 25-22, 25-20, 24-26, 17-25, 17-15 |
| 24ª giornata - 19 febbraio 2017 PalaPolsinelli, Sora        | Argos              | 3 - 1 | Callipo           | 25-22, 19-25, 32-30, 26-24        |
| 25ª giornata - 26 febbraio 207 PalaSanLazzaro, Padova       | Padova             | 3 - 0 | Argos             | 40-38, 25-23, 25-20               |
| 26ª giornata - 22 febbraio 2017 PalaPolsinelli, Sora        | Argos              | 0 - 3 | Porto Robur Costa | 21-25, 20-25, 18-25               |

#### Play-off 5º posto
| Ottavi di finale (gara 1) - 12 marzo 2017 PalaSanLazzaro, Padova | Padova           | 3 - 0 | Argos            | 25-21, 25-20, 26-24               |
| Ottavi di finale (gara 2) - 19 marzo 2017 PalaPolsinelli, Sora   | Argos            | 3 - 2 | Padova           | 25-20, 22-25, 23-25, 26-24, 15-11 |
| Ottavi di finale (gara 3) - 22 marzo 2017 PalaSanLazzaro, Padova | Padova           | 0 - 3 | Argos            | 19-25, 23-25, 23-25               |
| Quarti di finale (gara 1) - 25 marzo 2017 PalaOlimpia, Verona    | BluVolley Verona | 3 - 2 | Argos            | 20-25, 25-22, 24-26, 25-18, 21-19 |
| Quarti di finale (gara 2) - 2 aprile 2017 PalaPolsinelli, Sora   | Argos            | 2 - 3 | BluVolley Verona | 25-21, 22-25, 25-15, 20-25, 15-17 |
| Quarti di finale (gara 3) - 8 aprile 2017 PalaOlimpia, Verona    | BluVolley Verona | 3 - 2 | Argos            | 22-25, 23-25, 25-17, 25-22, 15-10 |

### Coppa Italia

#### Fase a eliminazione diretta
| Ottavi di finale - 14 dicembre 2016 PalaOlimpia, Verona | BluVolley Verona | 0 - 3 | Argos | 23-25, 20-25, 18-25 |
| Quarti di finale - 11 gennaio 2017 PalaPanini, Modena   | Modena           | 3 - 0 | Argos | 25-16, 34-32, 25-19 |

## Statistiche

### Statistiche di squadra
| Competizione | Punti | In casa | In casa | In casa | In trasferta | In trasferta | In trasferta | Totale | Totale | Totale |
| Competizione | Punti | G       | V       | P       | G            | V            | P            | G      | V      | P      |
| ------------ | ----- | ------- | ------- | ------- | ------------ | ------------ | ------------ | ------ | ------ | ------ |
| Serie A1     | 26    | 15      | 6       | 9       | 17           | 2            | 15           | 32     | 8      | 24     |
| Coppa Italia | -     | -       | -       | -       | 2            | 1            | 1            | 2      | 1      | 1      |
| Totale       | -     | 15      | 6       | 9       | 17           | 2            | 15           | 34     | 9      | 25     |

G = partite giocate; V = partite vinte; P = partite perse

### Statistiche dei giocatori
| Giocatore    | Serie A1 | Serie A1 | Serie A1 | Serie A1 | Serie A1 | Coppa Italia | Coppa Italia | Coppa Italia | Coppa Italia | Coppa Italia | Totale | Totale | Totale | Totale | Totale |
| Giocatore    | P        | PT       | AV       | MV       | BV       | P            | PT           | AV           | MV           | BV           | P      | PT     | AV     | MV     | BV     |
| ------------ | -------- | -------- | -------- | -------- | -------- | ------------ | ------------ | ------------ | ------------ | ------------ | ------ | ------ | ------ | ------ | ------ |
| M. Corsetti  | 4        | 0        | 0        | 0        | 0        | 0            | 0            | 0            | 0            | 0            | 4      | 0      | 0      | 0      | 0      |
| F. De Marchi | 19       | 48       | 43       | 3        | 2        | 1            | 0            | 0            | 0            | 0            | 28     | 48     | 43     | 3      | 2      |
| S. Gocev     | 29       | 245      | 144      | 71       | 30       | 1            | 6            | 4            | 0            | 2            | 30     | 251    | 148    | 71     | 32     |
| D. Kalinin   | 32       | 169      | 133      | 24       | 12       | 2            | 13           | 11           | 2            | 0            | 34     | 182    | 144    | 26     | 12     |
| M. Lucarelli | 4        | 1        | 1        | 0        | 0        | 0            | 0            | 0            | 0            | 0            | 4      | 1      | 1      | 0      | 0      |
| F. Mazzarro  | 25       | 5        | 1        | 0        | 4        | 2            | 1            | 0            | 0            | 1            | 27     | 6      | 1      | 0      | 5      |
| A. Mattei    | 27       | 126      | 80       | 31       | 15       | 1            | 8            | 3            | 3            | 2            | 28     | 134    | 83     | 34     | 17     |
| P. Mauti     | 5        | 0        | 0        | 0        | 0        | 0            | 0            | 0            | 0            | 0            | 5      | 0      | 0      | 0      | 0      |
| R. Miskevič  | 32       | 604      | 524      | 27       | 53       | 2            | 35           | 34           | 1            | 0            | 34     | 639    | 558    | 28     | 53     |
| M. Rosso     | 29       | 356      | 306      | 31       | 19       | 2            | 15           | 11           | 4            | 0            | 31     | 371    | 317    | 35     | 19     |
| M. Santucci  | 31       | 0        | 0        | 0        | 0        | 2            | 0            | 0            | 0            | 0            | 33     | 0      | 0      | 0      | 0      |
| G. Seganov   | 32       | 67       | 25       | 24       | 18       | 2            | 8            | 5            | 0            | 3            | 34     | 75     | 30     | 24     | 21     |
| M. Sperandio | 31       | 93       | 58       | 23       | 16       | 2            | 7            | 5            | 2            | 0            | 33     | 100    | 63     | 25     | 12     |
| N. Tiozzo    | 20       | 83       | 73       | 4        | 6        | 0            | 0            | 0            | 0            | 0            | 20     | 83     | 73     | 4      | 6      |

P = presenze; PT = punti totali; AV = attacchi vincenti; MV = muri vincenti; BV = battute vincenti